# Амосова Зінаїда Степанівна
Зінаїда Степанівна Амосова (нар. 12 січня 1950, Крупське) — радянська лижниця, олімпійська чемпіонка з 1976 року.

## Біографія
Народилася 12 січня 1950 року в селі Крупському (тепер Таласький район Жамбильської області, Казахстан). Вперша стала на лижі в місті Каменськ-Уральському. 1970 року закінчила Новосибірський технікум фізичної культури № 64. Виступала за спортивне товариство Збройних сил (Новосибірськ), а з 1977 року — за «Труд» (Свердловськ). Закінчила кар'єру в 1984 році. Працювала тренером, потім організатором спортивних змагань в Єкатеринбурзі.

## Спортивні досягнення
- 9-кратна чемпіонка СРСР: 5 км (1982), 20 км (1976,1982), 30 км (1982), естафета 4х5 км (1974, 1976, 1979, 1981, 1984);
- олімпійська чемпіонка в естафеті 4×5 км на XII Олімпійських зимових іграх в місті Інсбруці (Австрія);
- Триразова чемпіонка світу — 4х5 км (1976), 10 км (1978) і 20 км (1978)[1].

## Відзнаки
- Заслужений майстер спорту СРСР з 1976 року;
- Нагороджена орденом «Знак Пошани» (1976);
- Нагороджена почесним знаком «За заслуги в розвитку фізичної культури і спорту» (1999)[1].